# Grad (Dubrovnik)
Grad je jedan od gradskih kotara grada Dubrovnika. Središte gradskog kotara nalazi se u ulici Širokoj 41. Tajnik je Jozo Glavić, a predsjednik vijeća Srđan Kera. Grad graniči s gradskim kotarevima Pile-Kono i Ploče-Iza Grada. Obuhvaća turistički najznamenitije područje, dubrovačku staru gradsku jezgru. Od davnina se u Dubrovčana uvriježilo pod pojmom Grad podrazumijevati samo staru gradsku jezgru. Kad Dubrovčanin kaže da ide u Grad, misli isključivo na prostor unutar zidina. Pod pojmom Grad podrazumijeva Dubrovnik.
Unutar stare gradske jezgre osim stambenih kuća i prodajnih i ugostiteljskih objekata nalazi se mnoštvo crkava i samostana, Knežev dvor i Sponza. Unutar jezgre smješteni su svi dubrovački muzeji. Tu je središte županijske, gradske i biskupijske uprave, kino, kazalište, narodna knjižnica, Akvarij i Institut za more i priobalje, jedna osnovna i jedna srednja škola (Biskupijska klasična gimnazija Ruđera Boškovića) te jedno dječje igralište podno kule Minčete. Tu su smještena dva kupališta, Porporela i Buža. Američki portal TripAdvisor je 2013. na temelju recenzija milijuna putnika sastavio je popis deset spomenika koje treba posjetiti prije smrti. Među njima su i dubrovačke zidine.

## Stanovništvo
U 20. i 21. stoljeću broj stalnih stanovnika dubrovačke stare gradske jezgre zbog razvoja turizma naglo opada. Pretpostavlja se da je trenutno riječ o 900-1 000 ljudi. Stanovništvo iseljava u okolna mjesta iz više razloga. Zbog atraktivnosti lokacije stan se u staroj jezgri može prodati po vrtoglavim cijenama, a najčešći mogući kupci su stranci. Cijena kvadrata obnovljenog stana uz Stradun doseže i 7 000 eura. Iznajmljivanje je također unosan posao. Godine 2001. u staroj gradskoj jezgri nuđeno je stotinjak ležajeva, a 2011. više od tisuću. Uvjeti življenja u staroj jezgri veoma su loši zbog navala turista, buke, gužve, zbijenosti, visokih cijena u prodavaonicama i loše uređenih stanova. Stanovi su obično u veoma lošem stanju zbog svoje starosti. Neki ne posjeduju ni sanitarni čvor, a građevinski radovi čiji je cilj preuređenje i osuvremenjivanje veoma su skupi i teško je dobiti sve dopusnice jer je stara jezgra svjetska kulturno-povijesna baština pod zaštitom UNESCO-a. Iseljavanje stanovništva iz stare jezgre mnogi smatraju ozbiljnim problemom. Gradske vlasti pokušavaju privoliti ljude na ostanak osiguravajući im besplatne ulaznice u muzeje, kino, kazalište i brodiće za Lokrum. Krajem 20. i početkom 21. stoljeća u povijesnoj se jezgri mjesečno gasilo jedno kućanstvo, a jedno se iseljavalo. Prema nekim anketama iz 1981. udio starog stanovništva (starijeg od 59 godina) u gradu Dubrovniku bio je 14,2 %, a u staroj jezgri 25,5 %. Novijih podataka nema, ali taj broj je vjerojatno veći i pretpostavlja se da se uglavnom radi o samcima. U Osnovnoj školi Marina Getaldića djece iz Grada je oko 130. Prema podatcima iz 2006. u razdoblju od 1961. – 2006. u gradu Dubrovniku broj stanovnika porastao je za 138 %, dok je u staroj jezgri smanjen za 77 %. Također, oko 55 % svih djelatnosti Dubrovnika smješteno je u povijesnoj jezgri, udio ugostiteljskih lokala je oko 63 %. Kako se navodi u tekstu o „stanju duša potkraj 2009.“ u listu katedralne župe „Naša Gospa“, popisom je ustanovljeno kako unutar zidina blagoslov kuća i obitelji prima 749 kućanstava, od toga 515 višečlanih i 234 samačka kućanstva. Sami u kući ili stanu žive 83 muškarca i 151 žena. U 749 kuća ili stanova u povijesnoj jezgri živi 1927 osoba. Prema broju članova kućanstava, pet je nenastanjeno, 227 (30 %) je samaca, 166 domova (22 %) s dva člana, 141 (19 %) s tri člana, 135 (18 %) s četiri, 52 (7 %) s pet, 18 (2 %) sa šest, tri sa sedam i dva s osam članova kućanstva. Po anketi iz 1986. stanovnicima stare jezgre najveći su nedostaci redom: mali stan; buka, slaba izolacija od buke; starost i dotrajalost kuće, stana; vlažnost stana; nedostatak kupaonice; nedostatak svjetlosti; slab raspored prostorija, slaba mogućnost prilagodbe novim potrebama; stara kanalizacija, zagušljivost. Broj registriranih stanovnika stare jezgre 1948. iznosio je 4 485, 1961. 5 872, a 2011. 2 128.